# Zoötroop

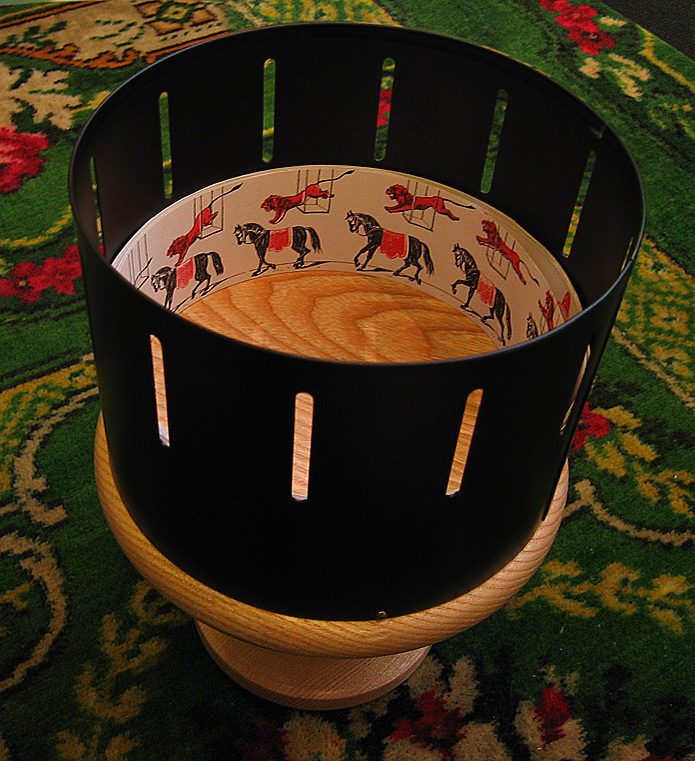
Replica van een zoötroop

De zoötroop is een van de eerste animatie-apparaten waarmee bewegende beelden kunnen worden bekeken.
De zoötroop bestaat uit een rechtopstaande cilinder met verticale sleuven. Wanneer de cilinder wordt rondgedraaid kan men door de sleuven de afbeeldingen zien die aan de binnenzijde van de cilinderwand zijn geplaatst. Deze afbeeldingen kunnen tekeningen, foto's of objecten zijn die verschillende fasen van een beweging vertonen. Doordat de plaatjes steeds maar kort zijn te zien, lijkt het alsof de afbeeldingen in elkaar overvloeien, waardoor de illusie van bewegende beelden ontstaat.
Dit apparaat is gebaseerd op het stroboscopische principe dat Joseph Plateau en Simon Stampfer vrijwel gelijktijdig uitvonden in de winter van 1832/1833. Hun schijven met spleten werden vanaf mei 1833 vooral in piratenversies als de Phénakisticope zeer populair in Europa. Al in 1833 stelde Stampfer een cilindervormige versie voor, maar gewoonlijk wordt William George Horner’s identieke idee in een artikel uit 1834 als oorsprong genoemd (hoewel dit niets toevoegde en zijn plannen om het op de markt te brengen niet van de grond kwamen). In de decennia daarna werden er incidenteel wel stroboscopische cilinders gepresenteerd, vaak met stereoscopische fotografische beelden of zelfs met ruimtelijke objecten, maar voor 1866 lijkt er nooit een productie voor de markt te zijn ontwikkeld. De versie van William Ensign Lincoln die hij licenseerde aan spellenmaker Milton Bradley (later als MB bekend van bijvoorbeeld Yahtzee) onderscheidt zich door de kijkspleten boven in de trommel te maken in plaats van tussen de tekeningen. Hierdoor kunnen eenvoudige dunne papieren stroken zonder perforaties makkelijk afgewisseld worden om in één stevige, draaiende trommel met spleten te bekijken. Dit maakte de productie veel goedkoper en Milton Bradley's "Zoetrope, or Wheel of Life" werd een wereldwijd succes, met naast meerdere officiële internationale varianten wederom veel ongelicenseerde versies.
In 2023 is op het Stationsplein in Heerlen de Zoötroop D’r Bickel geplaatst, bedacht door de kunstenaar Lanka Kalmijn in het kader van het project De Stad als Speeltuin.
De praxinoscoop werd de opvolger van de zoötroop. Dankzij prismatische spiegels kon een scherper en vooral rustiger beeld worden verkregen dan met de vroegere apparaten. Bovendien verloren de kleuren niets van hun intensiteit.
Vooral vanaf het einde van de 20e eeuw worden er zo nu en dan grote lineaire varianten van de zoötroop gepresenteerd langs bijvoorbeeld metrolijnen en 3D-versies met sculpturen of objecten die met een stroboscoop worden belicht, zoals een zoötroop met figuren uit Toy Story van Pixar. Een dergelijke zoötroop is ook in de Efteling te vinden op Station Oost van de stoomtrein.
De Britse vj (visual jockey) Reuben Sutherland ontwikkelde een zoötroop met een platenspeler en een camera. Door schijven met reeksen afbeeldingen op de draaitafel te plaatsen en dit geheel met een camera op te nemen ontstaan korte animaties.